# Encefalita letargică
Encefalita letargică este o formă atipică de encefalită. Cunoscută și sub denumirea de „boală a somnului” sau „boala somnului” (distinctă de boala somnului transmisă de musca țețe), a fost descrisă pentru prima dată în 1917 de neurologul Constantin von Economo și de patologul Jean-René Cruchet.
Boala atacă creierul, lăsând unele victime într-o stare asemănătoare unei statui, fără cuvinte și nemișcate. Între 1915 și 1926, o epidemie de encefalită letargică s-a răspândit în întreaga lume. Numărul exact al persoanelor infectate este necunoscut, dar se estimează că peste un milion de persoane au contractat boala în timpul epidemiei, care a provocat în mod direct peste 500.000 de decese. Majoritatea celor care au supraviețuit nu s-au mai întors niciodată la vigoarea lor pre-morbidă.
Ei ar fi conștienți și cunoscători - totuși nu pe deplin treji; stăteau nemișcați și fără să vorbească toată ziua pe scaune, lipsindu-le total energia, impulsul, inițiativa, motivația, apetitul, afecțiunea sau dorința; au realizat ceea ce s-a schimbat la ei fără o atenție activă și cu profundă indiferență. Nu transmiteau și nici nu simțeau sentimentul vieții; au fost la fel de nesubstanțiale ca fantomele și pasivi ca zombii.
 De atunci nu a fost raportată nicio reapariție a epidemiei, deși continuă să apară cazuri izolate.